# Piper consociatum
Piper consociatum är en pepparväxtart som beskrevs av C. Dc.. Piper consociatum ingår i släktet Piper och familjen pepparväxter. Inga underarter finns listade i Catalogue of Life.